# ビジュー
ビジュー（仏: bijou）とは、ドライ・ジン、スイート・ベルモット、シャルトリューズを用いるカクテルの名称である。フランス語の宝石の意である「bijou」から採られている。
アンバー・ドリーム、エメラルド・ゴールデン・グロー、ジュエルとも呼ばれる。
シャルトリューズは大きく分けてヴェール（グリーン、緑）とジョーヌ（イエロー、黄）があるが、本カクテルはシャルトリューズ・ヴェールを用いる代表的なカクテルの1つである。
考案者、考案された時期ははっきりしていない。1882年刊行の『Harry Johnson's Bartenders' Manual』にはビジューの記載があるが、考案者等についての記載は無い。ハリー・マッケルホーンによる1919年刊行の『Harry's ABC of Mixing Cocktails』には「ニュー・オーリンズのバーテンダー、ハリー・ジョンソンの創作」とのコメントがある。
日本にも早い時期には入ってきており、高野新太郎が1907年に記した『欧米料理法全書』の附録小冊子「洋酒調合法」にはビジューの記載が確認できる。

## レシピの例
材料
- ドライ・ジン - 1/3
- スイート・ベルモット - 1/3
- シャルトリューズ・ヴェール - 1/3
- オレンジ・ビターズ - 1dash

作り方
1. 材料をステアし、カクテルグラスに注ぐ。
2. 好みでマラスキーノ・チェリーを宝石に見立ててカクテル・グラスの底に沈める。